# Florida (Chile)
Florida es una comuna de la zona central de Chile, ubicada en la Provincia de Concepción, Región del Biobío, a 42 kilómetros de distancia de la capital regional, Concepción. 
Su superficie comunal es de 609 km² y su población de 10 624 habitantes (5238 mujeres, 5386 hombres), y por lo tanto la comuna posee una densidad de 17,4 hab./km². La población comunal corresponde al 0,52 % de habitantes en la región.

## Historia
Una mina de oro que se agotó fue la base de la ciudad, fundada por Antonio de Seravia en 1755 con el nombre de San Antonio de Florida: Seravia quiso cambiárselo tras un sismo en 1885, pero los habitantes se negaron.
Actualmente más de la mitad del territorio de Florida está compuesto por bosques, el 51,07 %, la mayor parte de estos son plantaciones de pino. Además un 12,62 % corresponde a praderas y matorrales silvestres. Del resto del territorio, un 35,61 % está dedicado a áreas agrícolas, y tan solo un 0,24 % a áreas urbanas.

## Medio ambiente

### Geomorfología y componentes abióticos

Trazado simplificado de los ecosistemas y cuerpos de agua presentes en la comuna de Florida.

La comuna de Florida se encuentra emplazada en las unidades geomorfológicas de Planicie marina o fluviomarina, Cordillera de la costa y Llano central fluvio-glacio-volcánico; y presenta según la clasificación climática de Köppen clima mediterráneo de lluvia invernal (Csb). Esta además se halla entre las cuencas hidrográficas de Costeras e Islas entre río Itata y río Biobío, río Biobío y río Itata. Además, la comuna posee diversos cuerpos de agua, entre los que se destacan los esteros Lajuelas, Florida, Higuera, Porvenir, Poñén y Colepucho.

### Componentes bióticos
Dentro del territorio de la comuna se pueden hallar los siguientes ecosistemas:
- Bosque caducifolio mediterráneo costero donde predominan Nothofagus obliqua y Gomortega keule (En peligro crítico)
- Bosque caducifolio mediterráneo interior donde predominan Nothofagus obliqua y Cryptocarya alba (En peligro crítico)
- Bosque esclerófilo mediterráneo costero donde predominan Lithrea caustica y Azara integrifolia (En peligro crítico)
- Bosque esclerófilo psamófilo mediterráneo interior donde predominan Quillaja saponaria y Fabiana imbricata (En peligro crítico)

### Medidas de protección ambiental y conflictos socioambientales
Hasta 2022, la comuna de Florida no cuenta con áreas territoriales destinadas a la protección ambiental.

## Demografía
Su población es mayoritariamente rural. Según las estimaciones realizadas por el INE para el 2006, la población rural corresponde al 60,19 % del total comunal (6029 personas), contra el 39,81 % de población urbana (3.987 personas), los cuales se concentran en el pueblo de Florida, capital comunal. Otro pequeño grupo se concentra en las aldeas de Copiulemu, Roa, Trecacura, Manco y Granerillos, por mencionar solo algunas.
La población de Florida presenta un índice de pobreza mayor al total nacional, con un 20,79 %. El cual se desglosa del siguiente modo: Población pobre no-indigente 16,09 %, y población indigente 4,7 %.

### Localidades
- Copiulemu: Se ubica en medio de la carretera Concepción - Cabrero, con un acceso desde la localidad central de Florida por camino rural. También se puede acceder por transporte rural desde Concepción.
- Roa (16 kilómetros al norte de  Florida): Se ubica al norte de Florida, a las orillas de la Autopista del Itata. El acceso desde Florida es por un camino rural de 16 kilómetros, dicho camino después de Roa se conecta con Primer Agua, Penco y en un otro desvío con Rafael. La localidad cuenta con aproximadamente 200 habitantes incluidos los sectores alejados de las parcelas.
- Trecacura (10 kilómetros al norte de Florida): Pequeña aldea ubicada en medio del camino rural Florida - Roa. Cuenta con una población menor a 100 habitantes, lugar rodeado de fundos y colinas. Cuyas viviendas se ubican en el sector del paradero de buses y bien agrupadas. Cerca se ubica el fundo "Trecacura Grande".
- Manco (6 kilómetros al norte de Florida): Aldea ubicada en el camino rural Florida - Roa. Capilla católica, puente sobre un estero y escuela básica rural.
- Rahuil

## Administración
El Concejo Municipal (período 2021-2024) estaba integrado por el fallecido alcalde Jorge Roa Villegas (PDC) actualmente por los concejales:
- Miguel Cid Caamaño (PDC)
- Cristián Montoya Rojas (PR)
- Felipe Cabrera Herrera (Ind./PS)
- Rodrigo Montero Cuevas (PS)
- Claudio Parra Hidalgo (UDI)
- Jaqueline Barrientos Arratia (RN)

## Economía
En 2018, la cantidad de empresas registradas en Florida fue de 168. El Índice de Complejidad Económica (ECI) en el mismo año fue de -0,47, mientras que las actividades económicas con mayor índice de Ventaja Comparativa Revelada (RCA) fueron Cría de Porcinos (354,9), Alquiler de Maquinaria y Equipo Agropecuario (45,15) y Cosecha, Poda, Amarre y Labores de Adecuación de Plantas (43,54).

### Turismo

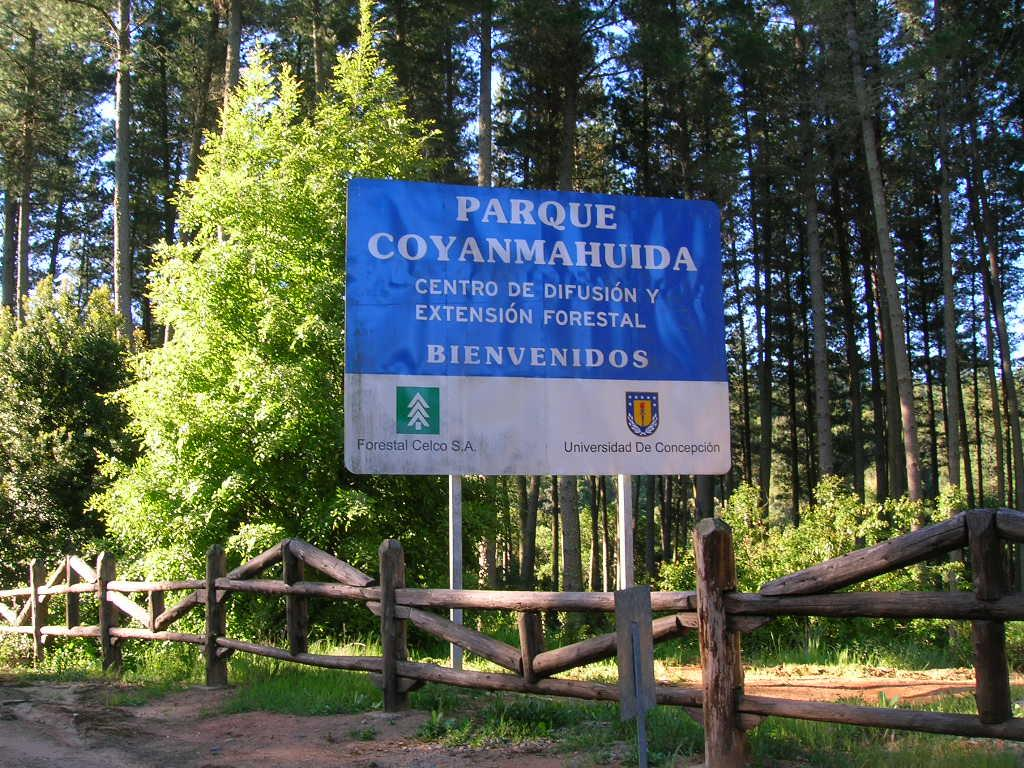
Entrada del Parque Coyanmahuida, ubicado a unos 3 km al oeste de Florida.

Aun cuando no posee una gran desarrollo ni infraestructura turística, en los últimos años se han instalado en la comuna de Florida distintos establecimientos vinculados al área del desarrollo turístico. Principalmente se han establecido en la ribera del río Andalién y en la carretera que une a la comuna con Concepción. En dichos lugares existen numerosos lugares de campamento, descanso y recreación, aunque dentro de los "lugares públicos" está el Puente 7, dentro del denominado "sector de los puentes", concurrido balneario de río.
Desde hace algunos años, la comuna ha estado desarrollando una imagen turística relacionada con la cultura campesina, organizando eventos de carácter costumbristas y tradicionales, tales como rodeos, trillas a yegua suelta, la producción de artesanías en greda, y el Carnaval de Florida(o Semana Floridana). Destaca además el Parque Coyanmahuida, a unos 3 km al oeste de Florida. Además de otras fiestas tradicionales como la Fiesta del Camarón, la Fiesta de la Vendimia a Zaranda, Fiesta de la Cereza, y la Fiesta del Rosario. También se ubican otros atractivos turísticos:
- Saltito del Nitrihue: este lugar, bastante agradable para paseos del día, está ubicado en el límite comunal de Florida con Quillón.
- Laguna Aguas Turbias: es un hermoso paraje ubicado cerca del puente Queime, ideal para pícnic y fotografía.
- Fundo Chequén: predio particular que utiliza la técnica de "cero labranza" para sus cultivos, con la cual se ha detenido el proceso de erosión y se ha recuperado una extensa superficie agrícola.
- Bordadoras de Copiulemu: Las bordadoras de Copiulemu se caracterizan por sus bordados en lana sobre arpillera de distintos tamaños y que pueden ser adquiridos en este sector. Un conjunto de estos bordados se utilizó para el mural de respaldo al altar preparado para la celebración de la Santa Misa cuando el papa Juan Pablo II vino a la ciudad de Concepción el año 1987.

## Servicios públicos

### Educación
La comuna cuenta con 21 establecimientos de educación básica o media, de los cuales 20 son municipales gratuitos, alcanzando una cobertura educacional del 81,61 %. En 2006 la educación básica municipal atendía a 753 niños y la educación media municipal a 486, además 184 niños asistían al único colegio particular subvencionado de la comuna.

### Servicios de salud
El Sistema de salud comunal es dependiente del Servicio de Salud Concepción, cuyo Hospital de Referencia (el Hospital Regional) se encuentra a 45 km de distancia. Cuenta con un Hospital Tipo IV, que dispone de especialidades de Pediatría y Obstetricia, además de cinco Postas de Salud Rural, atendidas por Técnicos Paramédicos, se distribuyen en los sectores Copiulemu, Roa, Granerillos, Manco y Cancha Los Monteros, y están a cargo del Departamento de Administración Municipal. Atienden a una población de entre 3.600 y 4.100 personas inscritas.

## Transporte
Para llegar o salir a/de Florida, están las líneas de buses Delsal y Nueva libertadores como locomoción rural. Estos hacen el recorrido Concepción-Florida Florida-Concepción. Además se encuentran disponibles buses Delsal con recorrido hacia Quillón y Bulnes.
También se puede acceder a Florida por el Camino Rural Penco-Primer Agua-Roa-Florida, que también cuenta con conexión al camino con Rafael, en un total de 36 kilómetros de distancia. Camino ubicado en medio de los bosques de la cordillera de la costa.

## Medios de comunicación
- Radio Baden Powell FM: Es la única radio de Florida.
- Radio Frecuencia 104.7 FM. Ubicada en Copiulemu